# Rundetårn

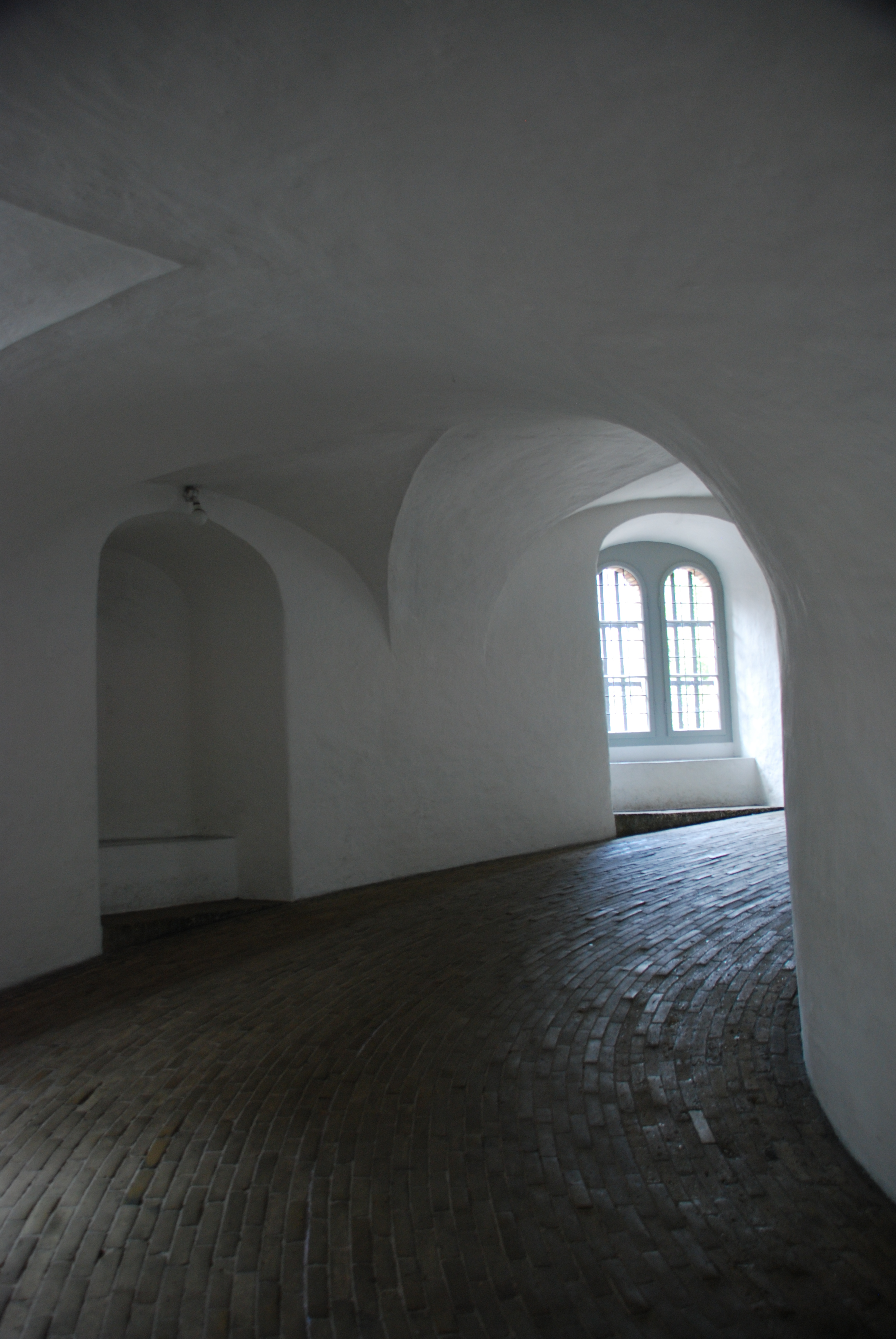
El passadís helicoidal

La torre Rundetårn, nom que en danès significa "Torre Rodona", és un dels edificis més emblemàtics de Copenhaguen i fou construïda per ordre del rei Cristià IV de Dinamarca. Una de les seves característiques és que per arribar al capdamunt, en lloc de pujar per una escala cal fer-ho per un passadís en forma helicoidal. La llegenda diu que el rei ho va exigir així per tal de poder-hi pujar a cavall. Des de dalt es pot observar una bonica panoràmica del centre de la ciutat. El jeroglífic de la façana que es pot veure a la fotografia explica que el rei Christian IV en va encarregar la construcció l'any 1637.
La torre va ser construïda per a funcionar com a observatori astronòmic, com a substitució de l'observatori d'Uraniborg, va entrar en servei el 1642, essent uns dels observatoris més antics d'Europa. Entre els científics que hi van treballar destaca Ole Rømer.
Actualment té una utilitat turística, ja que ofereix molt bona vista sobre el centre de la ciutat.